# Kirill Lavrov

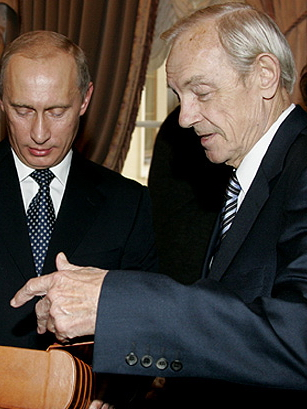
Kirill Lavrov naast Vladimir Poetin

Kirill Joerjevitsj Lavrov (Russisch: Кирилл Юрьевич Лавров) (Leningrad, 15 september 1925 - Sint-Petersburg, 27 april 2007) was een Russische theater-, film- en televisieacteur.
Alhoewel afkomstig uit een acteerfamilie had hij in eerste instantie geen zin zelf ook acteur te worden maar streefde hij daarentegen een carrière op zee na. Tijdens de Tweede Wereldoorlog kwam hij met het theater in aanraking en na gemerkt te hebben dat daar zijn hart lag, besloot hij daarin verder te gaan. Hij speelde vervolgens allerlei rollen, niet alleen in het theater maar ook in de film en op tv. Hij had geen speciale voorkeur maar speelde van alles, van komedies tot historische alsook hedendaagse stukken.
Bekendheid verwierf Lavrov met de rol van Sinzov in de literaire verfilming van Konstantin Simonovs De levenden en de doden (1964) en in Men wordt niet als soldaat geboren (1967), en voorts met de rol van Ivan Karamazov in de verfilming van Fjodor Dostojevski's De gebroeders Karamazov (1968). Nationale en internationale onderscheidingen vielen hem ten deel voor zijn rol van Basjkirev in Beteugeling van het vuur (1972), een op ware feiten gebaseerd verhaal van de schrijver Daniil Chrabrovitski over de Sovjet-Russische ruimtevaart- en raketindustrie vanaf de jaren twintig tot aan de eerste mens (een Rus) in de ruimte alsook over de persoon daarachter, Sergej Koroljov.
Voor zijn acteerprestaties kreeg hij zowel de prijs van volkskunstenaar van de Sovjet-Unie alsmede die van de sovjet-republiek Rusland. In 1995 werd hij bovendien tot ereburger van zijn geboortestad Sint-Petersburg gemaakt. Kirill Lavrov overleed op 81-jarige leeftijd. Hij werd begraven op de Bogoslovskoje-begraafplaats.